# Lopergambiet
Het lopergambiet is in de opening van een schaakpartij de benaming van een tweetal varianten van het koningsgambiet.

## Lopergambiet C30
De eerste variant die met lopergambiet wordt aangeduid is een variant in het geweigerd koningsgambiet. De variant is ingedeeld bij de open spelen.

De beginzetten zijn 1.e4 e5 2.f4 Lc5 (zie diagram).

## Lopergambiet C33
Er is nog een ander lopergambiet, dat ook is ingedeeld bij de open spelen. Het is een variant van het aangenomen koningsgambiet.

De openingszetten zijn nu 1.e4 e5 2.f4 ef 3.Lc4 (zie diagram).
In de Middeleeuwen werd dit gambiet al door Ruy López gespeeld. De 'Onsterfelijke partij' tussen Anderssen en Kieseritzky, Londen 1851, begon met deze zetten. Ook Bobby Fischer heeft de opening gespeeld en hij vond 3.Lc4 correct en 3.Pf3 fout.